# Miss Universe 1959
Miss Universe 1959 var den ottende Miss Universe konkurrence. Den blev afholdt i Long Beach i Californien, USA. Miss Japan, 22-årige Akiko Kojima, vand konkurrencen, og blev den første asiatiske Miss Universe. 

## Resultat
- Miss Universe 1959:  Japan, Akiko Kojima
- Andenplads:  Norge, Jorunn Kristjansen
- Tredjeplads:  USA, Terry Lynn Huntingdon
- Fjerdeplads:  England, Pamela Anne Searle
- Femteplads:  Brasilien, Vera Regina Ribeiro
- Semifinalister:
  -  Belgien, Hèléne Savigny
  -  Colombia, Olga Pymarejo Korkor
  -  Frankrig, Françoise Saint-Laurent
  -  Tyskland, Carmela Künzel
  -  Grækenland, Zoitsa Kouroukli
  -  Island, Sigridur Þorvaldsdóttir
  -  Israel, Rina Issacov
  -  Korea, Oh Hyun-Joo
  -  Polen, Zuzanna Cembrzowska
  -  Sverige, Marie Louise Ekström

## Specielle Priser
- Venlighed:  Thailand, Sondsi Sodsal Venijvadhava
- Fotogen:  England, Pamela Anne Searle
- Mest populære pige i paraden:  Korea, Oh Hyun-Joo